# Süß (Familienname)
Süß, Süss oder Suess ist ein deutscher Familienname.

## Herkunft und Bedeutung
Süß ist ein Übername zu mittelhochdeutsch „süeʒe“, „suoʒe“ (süß, mild, angenehm, lieblich) für einen angenehmen Menschen.

## Namensträger
- Adolph Heinrich Suess (1797–1862), deutsch-österreichischer Fabrikant
- Birgit Süß (* 1962), deutsche Turnerin
- C. J. Suess (Clinston Robert Suess; * 1994), US-amerikanischer Eishockeyspieler
- Christian Jürgen Süss (1937–2018), deutscher Dirigent
- Christian Süß (* 1985), ehemaliger deutscher Tischtennisspieler
- Christine Süß, deutsche Fußballspielerin
- Christoph Süß (* 1967), deutscher Kabarettist und Moderator
- David Süß (* 1989), österreichischer Politiker und Bauernbunddirektor
- Dietmar Süß (* 1973), deutscher Historiker und Hochschullehrer
- Eduard Suess (1831–1914), österreichischer Geologe
- Eduard Süss (1894–1975), österreichischer Maler
- Elke Schall-Süß (* 1973), deutsche Tischtennisspielerin und -trainerin
- Erhard Süß (* 1958), deutscher Fußballspieler
- Erwin Suess (1939–2023), deutscher Geologe und Meeresforscher
- Esther Süss (* 1974), Schweizer Mountainbikerin
- Franz Suess (* 1961), österreichischer Comiczeichner, Autor und Illustrator
- Franz Eduard Suess (1867–1941), österreichischer Geologe
- Friedrich Süß (nach 1250–1335), Abt von Niederaltaich
- Friedrich Suess (1833–1907), österreichischer Industrieller und Mitglied des niederösterreichischen Landtags
- Friedrich Suess von Hellrat (1864–1938), österreichischer Industrieller
- Georg Süss-Fink (* 1950), deutscher Chemiker
- Gerhard Suess (1956–2024), deutscher Psychologe
- Gustav Adolf Süß (1927–2016), deutscher Geschichtslehrer und Geschichtsdidaktiker
- Hans Süss (Orgelbauer) († nach 1542), deutscher Orgelbauer
- Hans Suess (Hans Süß; um 1480–um 1522), deutscher Maler, Zeichner und Grafiker, siehe Hans von Kulmbach
- Hans Süß (General) (1935–2009), deutscher Generalleutnant
- Hans E. Suess (1909–1993), österreichischer Physikalischer Chemiker und Kernphysiker
- Heidi Süß (* 1986), deutsche Soziologin, Autorin und Dozentin
- Heinrich Süß (1900–1974), österreichischer Kommerzialrat und Innsbrucker Vizebürgermeister
- Heinz-Martin Süß (* 1950), deutscher Professor und Psychologe an der Universität Magdeburg
- Herbert Süß (Jurist) (1931–2007), deutscher Diplomat
- Herbert Süß (* 1939), deutscher Bankmanager
- Hermann Süß (1932–2019), deutscher Zugführer und Jiddistikforscher
- Joachim Süß (* 1932), deutscher Zitherspieler, Mundartsprecher und -sänger
- Johann Christian Süß (1923–1945), deutscher Gefreiter, nach der deutschen Kapitulation von einem deutschen Bordkriegsgericht zum Tode verurteilt
- Johann Christian Süss (1829–1900), deutscher Bogenmacher für Streichinstrumente
- Josef Heinrich Süss (1892–1961), österreichischer Maler
- Josef Johann Süss (1857–1937), österreichischer Maler
- Josef Wenzel Süss (1867–1937), österreichischer Maler
- Julius Süss (Schriftsteller) (1897–1970), auch: Jules Süss und Hans Volkmar (Pseudonym) und Hanns Volkmar, schweizerisch-deutscher Schriftsteller und Maler
- Karl Süß (Politiker) (1900–1969), deutscher Politiker (FDP/DVP)
- Karl Süß (Skirennläufer) (* 1934), deutscher Skirennläufer
- Katrin Süss (* 1964), deutsche Künstlerin
- Klaus Süß (* 1951), deutscher Künstler
- Lara Süß (* 1991), deutsche Improvisationsmusikerin und Sprachkünstlerin
- Michael Süß (* 1963), deutscher Industriemanager
- Olaf Süß (1968–1998), deutscher Rallyefahrer
- Orlando Süss (* 1991), österreichischer Schauspieler
- Paul Süß (Fußballspieler) (1921–2012), deutscher Fußballspieler
- Paul Süß (Radsportler) (um 1924–1999), deutscher Radrennfahrer
- Paulo Suess (* 1938), deutscher katholischer Theologe
- Peter Süß (* 1964), deutscher Historiker und Autor
- Philip Süß (* 1998), deutscher Synchronsprecher
- Rahel Süß (* 1987), deutsche Politikwissenschaftlerin
- Reiner Süß (1930–2015), deutscher Sänger (Bass)
- Rüdiger Süß (1972–1998), deutscher Rallyefahrer
- Rudolf Süß (1872–1933), österreichischer Priester und Komponist
- Sarah Süß (* 1992), deutsche Politikerin (SPD)
- Siegwin Süß (1922–2017), deutscher Verwaltungsbeamter
- Stefan Süß (* 1974), deutscher Wirtschaftswissenschaftler und Hochschullehrer
- Theodor Süss (1892–1961), deutscher Jurist, Hochschullehrer und Ministerialbeamter
- Theodor Eduard Suess (1894–?), Erfinder des Linz-Donawitz-Verfahrens
- Thomas Süss (* 1962), deutscher Fußballspieler
- Tina Süß (* 1978), deutsche Fußballspielerin
- Vinzenz Maria Süß (1802–1868), österreichischer Schriftsteller und Museumsgründer
- Walter Süß (Journalist) (Pseudonym Walter Sweet; 1905–1940), österreichischer Journalist (im KZ Buchenwald ermordet)
- Walter Süß (Soldat) (1916–1945), deutscher Oberfeldwebel
- Walter Süß (Historiker) (* 1947), deutscher Historiker und Politikwissenschaftler
- Werner Suess (1822/1823–1901), deutsch-US-amerikanischer Mechaniker
- Werner Süß, deutscher Politikwissenschaftler
- Wilhelm Süß (Keramikmaler) (1861–1933), deutscher Keramikmaler
- Wilhelm Süß (1882–1969), deutscher Klassischer Philologe
- Wilhelm Süss (1895–1958), deutscher Mathematiker
- Winfried Süß (* 1966), deutscher Historiker und Hochschullehrer
- Wolfgang Süß (Politiker, 1934) (auch Wolfgang Süss; * 1934), deutscher Politiker (SED, PDS), MdL Sachsen-Anhalt
- Wolfgang Süß (Politiker, 1940) (* 1940), deutscher Pharmazeut und Politiker (CDU), MdL Sachsen